# مدرسة علوم الإعلام

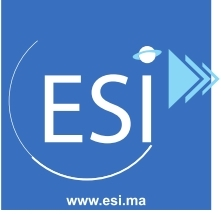

مدرسة علوم المعلومات ESI هي مدرسة عالية المستوى للهندسة العامة تقع في الرباط، المغرب. تخضع المدرسة لوصاية المفوضية العليا للتخطيط (HCP). وفقًا لتصنيف مديرية تكوين الكفاءات في وزارة التعليم العالي والبحث العلمي وتكوين الكفاءات، تعتبر ESI جزءًا من المؤسسات ذات الطابع العلمي والتقني (بما في ذلك مدارس الهندسة) وتتم تجميعها مع معاهد أخرى في مجموعة تسمى "علوم وتكنولوجيا المعلومات والاتصالات".

## عرض
تأسست المدرسة عام 1975. كان أول مخرج لها أحمد الفاسي الفهري . في العام الدراسي 2013-2014 ، كانت المدرسة في دورتها 37 ترقية ؛ لقد أصدرت أكثر من 2600 دبلوم متخصص في الكمبيوتر (Bac + 4) و 300 دبلوم متخصص في الكمبيوتر (سنتان من التدريب ، مفتوحة لمتخصصي الكمبيوتر والخريجين ومن في حكمهم مع خبرة لا تقل عن ثلاث سنوات).
تسمح إصلاحات عام 2011 لـ ESI بتنويع عرضها التدريبي ودمج حالة المدارس العليا التي يمكن الوصول إليها بعد الفصول التحضيرية. يتم تنفيذ هذا الإصلاح الذي يبدأ سريانه من سبتمبر 2012 حول أربع دورات تدريبية تؤهل للحصول على أربعة شهادات وطنية: شهادة الهندسة (الفصول التحضيرية + 3 سنوات) ، وشهادة الماجستير في الرياضيات (4 فصول دراسية) ، وشهادات الماجستير المتخصصة (4 فصول دراسية) ، وشهادة الدكتوراه في علوم المعلومات (3 سنوات) [المصدر المطلوب]. يتم فتح الولوج في السنة الأولى من دورة الهندسة للمرشحين الحاصلين على الفصول التحضيرية العلمية والتقنية الذين نجحوا في الاختبار الوطني المشترك (CNC) للقبول في المدارس العليا للهندسة في المغرب، أو بالاختبار لحاملي شهادة الليسانس أو دبلوم درجة جامعية في العلوم الرياضية وعلوم الكمبيوتر (SMI) [المصدر المطلوب]..
تم تنفيذ إصلاح جديد لعام 2016 يمنح المدرسة دبلوم المعرفة ومهندس البيانات مما يتيح الوصول إلى العديد من الملفات الشخصية مثل : مهندس تكنولوجيا معلومات ، مدير معرفة ، محلل أعمال ، عالم بيانات / محلل بيانات ، ساعة استراتيجية ، مطور ويب ، إلخ.
وقعت ESI العديد من اتفاقيات التعاون مع شركاء من القطاعين العام والخاص في المغرب ، بالإضافة إلى مؤسسات وجامعات على المستوى الدولي (كندا ، الولايات المتحدة، فرنسا، بلجيكا، إسبانيا، السنغال ، إلخ).

## مهام
تتمثل المهام الرئيسية لمبادرة ESI في التدريب والبحث والتعليم المستمر لصالح القطاع الاجتماعي والاقتصادي.
اليوم ، يتمثل التحدي الذي تواجهه هذه المدرسة ، مع الحفاظ على جودة التدريب على المستوى الفني ، في :
- المشاركة في تنمية الدولة من خلال تدريب المزيد من المهندسين في مجال تكنولوجيا المعلومات ؛
- تحسين التدريب الحالي من خلال إكساب الطالب مهارات في تقنيات الإدارة والاتصال ؛
- تنويع التدريب الحالي من خلال تقديم دورات جديدة في أكثر المهن الواعدة ؛
- جعل البحث والتطوير داخل المدرسة ناقلًا للنمو ورافعة لتحسين جودة التعليم ؛
- تعزيز التعليم المستمر وتأهيل التدريب وإعادة تدريب الخريجين ؛

نظرًا لكونه محور كل هذه الأنشطة ، يُطلب من الطالب المشاركة بنشاط في تأثير المدرسة وتطوير مهاراته من خلال التسجيل في الأنشطة التي تنظمها نوادي طلاب ESI المختلفة.

## قبول
يتم تجنيد ESI بشكل أساسي من خلال المسابقة الوطنية المشتركة (CNC) في نهاية الفصول التحضيرية ، بالإضافة إلى قبول الطلاب بمؤهلات في السنة الأولى أو الثانية.

## الدورات في ESI

### أربعة تيارات للدورة الهندسية
- هندسة المعرفة وعلوم البيانات (ICSD)
- نظم المعلومات وهندسة التحول الرقمي (ISITD)
- هندسة المعلومات الرقمية (IIN)
- أمن نظم المعلومات وهندسة الدفاع السيبراني (ISSIC) [5]

### فرعان لدورة الماجستير التخصصي
- الذكاء الاستراتيجي والتنافسي
- التوثيق والمحفوظات

### قسمان من دورة الدكتوراه
- علوم الحاسوب والبيانات وعلوم المعلومات
- المعلومات والتوثيق والمعرفة والمجتمع

يصدر ESI أيضًا شهادتي ماجستير متخصص :
- الذكاء التنافسي والاستراتيجي ؛
- الوثائق والسجلات.

## بحث
منذ صدور المرسوم رقم 140.09 بتاريخ 22 يناير 2009 ، يمكن للفائزين بدورة ESI لعلماء الكمبيوتر المتخصصين جميع الترقيات التسجيل لدراسات الدكتوراه داخل الجامعات والكليات في المغرب.
كما أن المرسوم رقم 222.10.2 الصادر في 20 مايو 2011 بإعادة تنظيم كلية علوم المعلومات ، يسمح للمعهد بإنشاء دورة الدكتوراه الخاصة به.
ريثما يتم إنشاء مركز دراسات الدكتوراه (CEDOC) ، تقدم ESI لخريجيها إمكانية إعداد الدكتوراه (في التوجيه المشترك أو الإشراف المشترك) في المغرب أو في الخارج. في إطار اتفاقيات التعاون والشراكات بين ESI ومؤسساتها.
هذه هي الطريقة التي يعمل بها طلاب الدكتوراه في ESI على إعداد شهادات الدكتوراه الخاصة بهم ، بالتعاون مع المؤسسات الفرنسية والمغربية.
تم الدفاع عن أطروحة الدكتوراه الأولى التي تم إعدادها بالتعاون مع جامعة لورين في فرنسا في 14 نوفمبر 2012.

## النوادي
ينظم طلاب ESI ضمن جمعية طلاب المغرب في علوم المعلومات (AMESI) منذ عام 2006. تنظم الجمعية العديد من الأحداث مثل منتدى ESI-Entreprises والأسبوع الثقافي لـ ESI وبطولات رياضية متنوعة.

## روابط خارجية
- | ضبط استنادي | ضبط استنادي                                                                  |
| ----------- | ---------------------------------------------------------------------------- |
| دولية       | - الاسم المعياري الدولي (ISNI) - ملف الضبط الاستنادي الافتراضي الدَّولي (VIAF) |
| وطنية       | - مكتبة الكونغرس (LCNAF)                                                     |

- موقع ESI الرسمي

## المذكرات و المراجع
1. ↑  "Aligned ISNI and Ringgold identifiers for institutions". Zenodo (بالإنجليزية). 24 Aug 2017. DOI:10.5281/ZENODO.758080. QID:Q64159407.
2. ↑  GRID Release 2017-05-22 (ط. 2017-05-22)، 22 مايو 2017، DOI:10.6084/M9.FIGSHARE.5032286، QID:Q30141628
3. ↑   https://web.archive.org/web/20230803111744/https://cdn.ifla.org/wp-content/uploads/ifla-members-and-association-affiliates_2023-07-21.pdf. اطلع عليه بتاريخ 2023-08-03. {{استشهاد ويب}}: |url= بحاجة لعنوان (مساعدة) والوسيط |title= غير موجود أو فارغ (من ويكي بيانات) (مساعدة)
4. ↑   https://web.archive.org/web/20221123144401/https://www.auf.org/les_membres/nos-membres/. اطلع عليه بتاريخ 2022-11-23. {{استشهاد ويب}}: |url= بحاجة لعنوان (مساعدة) والوسيط |title= غير موجود أو فارغ (من ويكي بيانات) (مساعدة)
5. ↑  Zaher، Hicham. "Nouvelle Accréditation : Ingénierie de la Sécurité des Systèmes d'Information et Cyberdéfense (Filière d'ingénieur)". www.esi.ac.ma. مؤرشف من الأصل في 2022-09-27. اطلع عليه بتاريخ 2022-08-06.